# Kanadische Silbenschrift

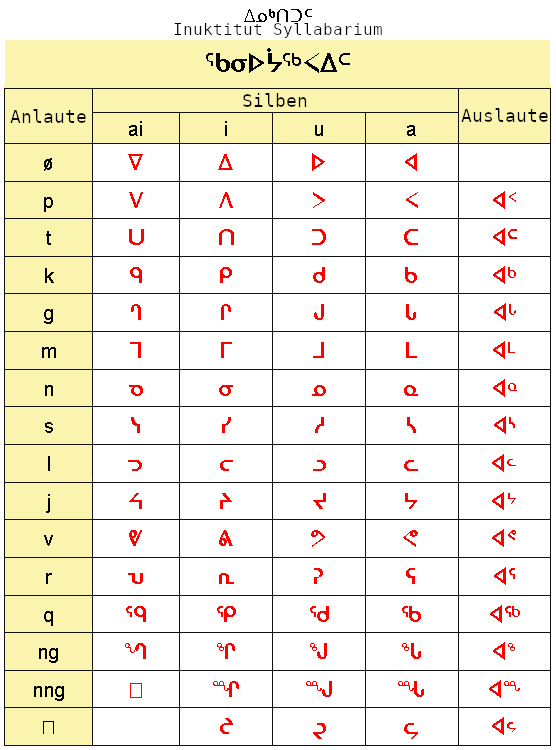
Das Silbenverzeichnis für Inuktitut

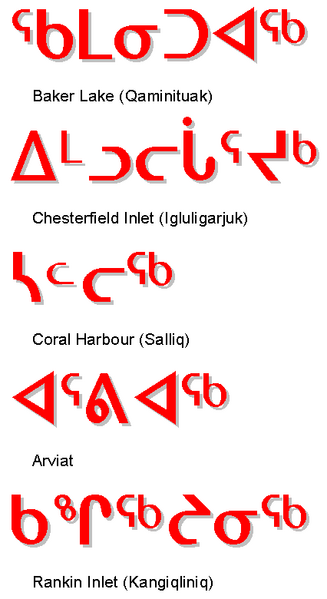
Ortsnamen in der von der Cree-Schrift abgeleiteten Inuit-Schrift

Die Kanadische Silbenschrift (Canadian Aboriginal Syllabics) ist ein Schriftsystem, das in verschiedenen Varianten für einen größeren Teil der indigenen Sprachen Kanadas verwendet wird. Sie wurden aus der im 19. Jahrhundert entstandenen Cree-Schrift entwickelt.

## Geschichte
Die Cree-Schrift wurde zwischen 1840 und 1846 in Zusammenarbeit des Methodisten-Missionars James Evans mit Indigenen der Cree und Ojibwe in Norway House an der Hudson Bay für die Cree-Sprache, Ojibwe-Sprache und andere Algonkin-Sprachen Kanadas entwickelt. Heute wird sie – je nach Sprache auch in modifizierter Form – für Cree, Inuktitut, Blackfoot und Anishinabe benutzt.

## Eigenschaften
Wie im lateinischen Alphabet werden Wörter von links nach rechts geschrieben.
Besonderheit der Cree-Schrift ist, dass die meisten Dialekte mit nur zwölf Grundzeichen geschrieben werden können. Diese werden je nach Vokal der Silbe in vier Richtungen gedreht (siehe auch: Abugida).
Die Schrift ist unter der Bezeichnung Unified Canadian Aboriginal Syllabics im Bereich U+1400 bis U+167F im Unicode aufgenommen.